# Espaço físico

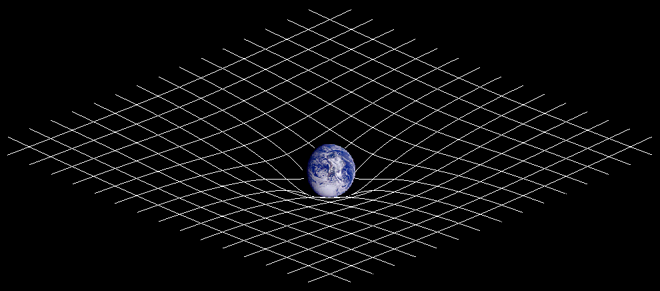
Curvatura do espaço-tempo (especulação teórica).

Espaço físico é uma concepção da Física e diz respeito ao meio que nos envolve.
No entanto, na física existe muita discussão a respeito da definição mais precisa e abrangente para a referida expressão. Eis, consequentemente, algumas outras definições consideradas aceitáveis:
1. Uma estrutura muito grande, finita (ou não), que contém todos os seres, que é definida por relações geométricas entre todos os seres, e que é campo de todos os eventos—sejam eles observáveis ou não;
2. Uma componente da estrutura espaço-tempo, dentro do domínio da existência, que permite quaisquer manifestações ditas "físicas" -- como é o caso dos fenômenos da dinâmica;
3. A região compreendida entre dois pontos consecutivos.

Tradicionalmente, considera-se que existam 3 dimensões do espaço: altura, largura e comprimento.
Algumas teorias também consideram espaço como um conjunto de partículas, reais ou virtuais, tais como lacunas que podem estar preenchidas ou não por matéria.